# Almost Unplugged
Almost Unplugged es un álbum en concierto de la banda sueca de hard rock Europe. Fue lanzado en CD el 17 de septiembre de 2008, y en DVD el 19 de agosto de 2009.
El disco fue grabado en Nalen, un sitio de Estocolmo el 26 de enero de 2008. El grupo fue acompañado por un cuarteto de cuerdas que interpretaron versiones de sus propias canciones, así como lo hicieron también con composiciones de bandas que influenciaron el sonido de Europe por años , tales como Pink Floyd, UFO, Led Zeppelin y Thin Lizzy. 
El álbum debutó en el número 26 de los listados suecos (Swedish Album Chart) y llegó como máximo al número 26 en la siguiente semana.
El álbum fue dedicado a Michelle Meldrum, fallecida esposa de John Norum, quien murió el 21 de mayo de 2008.

## Lista de canciones
1. "Got to Have Faith" (Joey Tempest, John Norum) – 4:15
2. "Forever Travelling" (Tempest, Mic Michaeli) – 4:22
3. "Devil Sings the Blues" (Tempest, Michaeli) – 6:26
4. "Wish You Were Here" (David Gilmour, Roger Waters) – 4:36
5. "Dreamer" (Tempest) – 4:23
6. "Love to Love" (Phil Mogg, Michael Schenker) – 7:31
7. "The Final Countdown" (Tempest) – 5:46
8. "Yesterday's News" (Tempest, Kee Marcello, John Levén, Ian Haugland, Michaeli) – 6:30
9. "Since I've Been Lovin' You" (Jimmy Page, Robert Plant, John Paul Jones) – 7:24
10. "Hero" (Tempest) – 4:26
11. "Suicide" (Phil Lynott) – 5:42
12. "Memories" (Tempest) – 5:51
13. "Superstitious" (Tempest) – 4:39
14. "Rock the Night" (Tempest) – 5:51

## Personal
- Joey Tempest – vocal
- John Norum – guitarras
- John Levén – bajo, guitarra
- Mic Michaeli – teclado
- Ian Haugland – batería
- Malin-My Nilsson – violín, arreglo de cuerdas
- Victoria Lundell – violín
- Jonna Inge – viola
- Anna Landberg Dager – violoncelo

### Producción e ingeniería
- Andreas Bauman – mezcla
- Henrik Jonsson – masterizacón
- Staffan Lindahl – ingeniero de gira / director de producción
- Ronny "Rompa" Bernström – ingeniero de sonido en vivo
- Anders "Q-lan" Wallertz – diseño de iluminacíón
- Samuel "Samme" Nielsen – ingeniero de monitor
- Peter "Peter" Erixon – backline tech
- Roger "Spy-T" Albinsson – backline tech
- Thomas Eijerstam – director técnico
- Fredrik Martinsson – ingeniero de sonido web
- Gundars Rullis – técnico FOH
- Tindra Jonsson Wibers – coordinador
- Dimitrios Dimitriadis – diseño de cubierta